# Аладьин, Михаил Алексеевич
Михаи́л Алексе́евич Ала́дьин (1868 — после 1917) — русский архитектор, автор гражданских и церковных зданий в Москве и Подмосковье.

## Биография

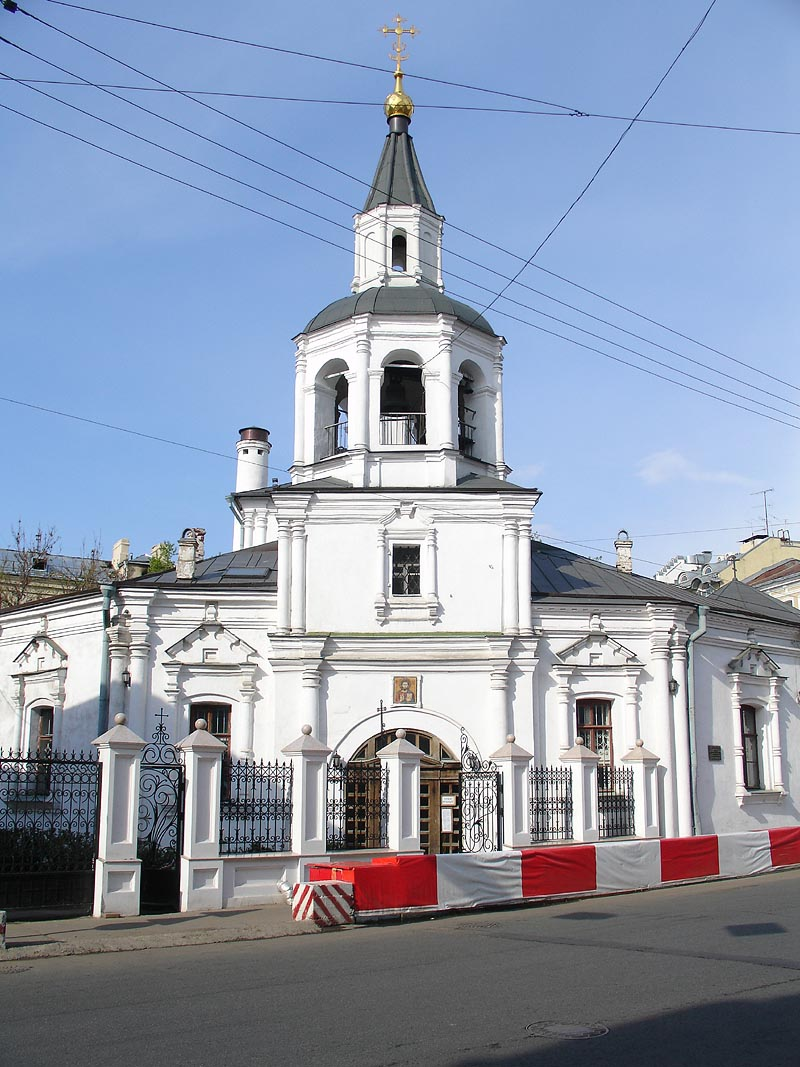
Храм Успения Пресвятой Богородицы в Печатниках

В 1890 году окончил Московское училище живописи, ваяния и зодчества с Большой серебряной медалью и званием классного художника архитектуры. Работал на Раменской мануфактуре. С 1892 года работал помощником архитектора Г. П. Воронина. C 1896 года служил на Московско-Курской железной дороге, принял участие в сооружении ряда строений. С 1900 года служил архитектором Мариинской больницы. Дальнейшая судьба М. А. Аладьина неизвестна.

## Постройки
- 1890-е — участие в сооружении Хлудовских бань по проекту С. С. Эйбушица, Москва, Театральный проезд, 3, во дворе[1];
- 1898—1899 — Дом правления Московско-Курской и Нижегородско-Муромской железных дорог, совместно с Н. И. Орловым, Москва, Старая Басманная улица, 11, выявленный объект культурного наследия[3][4];
- 1896 — участие в оформлении интерьеров здания Курско-Нижегородского вокзала по проекту Н. И. Орлова, Москва, Земляной Вал, 29 (не сохранились)[2];
- 1897—1899 — трапезная с приделами и часовня церкви Успения Пресвятой Богородицы в Печатниках, Москва, Сретенка, 3/27[2][5];
- 1898 — наблюдение за постройкой дома, Москва, Петровка, 15/13[2];
- 1898 — участие в строительстве доходного дома , Москва, Благовещенский переулок, 2[2];
- 1899 — доходный дом Л. А. Постниковой, Москва, Никитский переулок, 4, стр. 1, ценный градоформирующий объект[3];
- 1901 — перестройка колокольни церкви Троицы Живоначальной, Троицкое[5];
- 1910 — звонница Серафимовской женской общины, Москва, улица Багрицкого, 10, корп. 3 (не сохранилась)[6][5];
- 1910-е — ворота с часовней Серафимовской женской общины, Москва, улица Багрицкого, 10, корп. 3, стр. 5, частично сохранились[6][5];
- 1911 — перестройка фасада доходного дома А. Н. Крокоса, Москва, Большая Полянка, 60/2[2];
- 1911 — жилой дом, Москва, Мясницкая улица, 50 (перестроен)[2];
- 1911 — жилой дом Г. Г. Клингерта, Москва, Спартаковская улица, 7[2];
- 1914 — ремонт и перестройка дома, Москва, Пятницкая улица, 19[2];
- ? — церковная ограда, с. Михайловское Серпуховского уезда[2].